# Friedrich Albert von Zenker

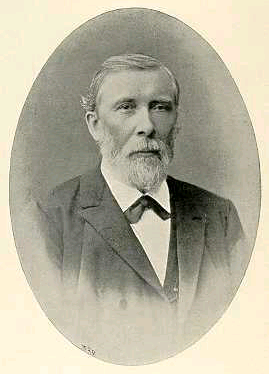
Friedrich Albert von Zenker

Friedrich Albert von Zenker (Dresden, 1825 - 1898) was een Duits patholoog en arts, bekend om zijn ontdekking van Trichinose. Hoewel geboren in Dresden, genoot Von Zenker zijn opleiding in Leipzig en Heidelberg. Terwijl hij werkzaam was in het stedelijk ziekenhuis van Dresden, werd hij tevens hoogleraar in de pathologische en algemene anatomie aan de medische academie van dezelfde stad. Uit deze periode stamt ook zijn ontdekking van de gevaren van trichine (1860), wat hij wereldkundig maakte met zijn publicatie Ueber die Trichinenkrankheit des Menschen. In 1862 werd hij hoogleraar in de pathologische anatomie en farmacologie te Erlangen. 
Drie jaar later nam hij, samen met Hugo Wilhelm von Ziemssen de redactie van het Deutsches Archiv für klinische Medizin op zich. In 1895 ging Von Zenker met pensioen. Onder meer het Zenker divertikel, de Zenker degeneratie en Zenker paralyse zijn naar hem vernoemd. 